# 美泉宮溫室
美泉宮溫室（德語：Palmenhaus Schönbrunn）是位於奧地利首都維也納美泉宮花園內的一座建築。美泉宮溫室開始使用於1882年，是美泉宮內四個溫室中規模最大的一個。美泉宮溫室也是世界最大的植物展覽溫室，內有4500種植物。1976年後，該建築一度對公眾關閉，並在1986年至1990年進行翻新

## 外部連結
- Home page on the Schönbrunn Palace website （德文）

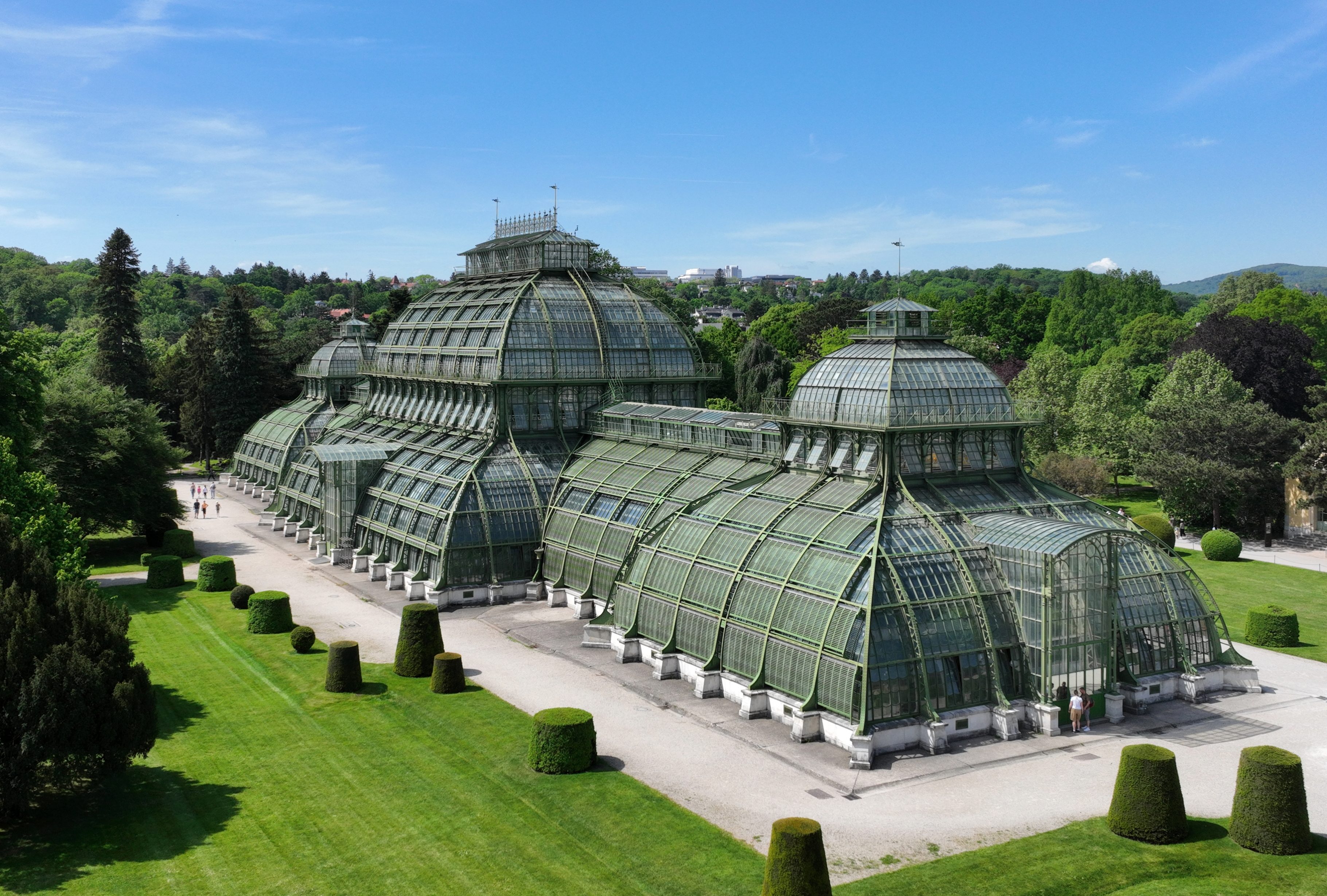
美泉宮溫室

1. ↑  Palmenhaus Schönbrunn - Revitalisation （页面存档备份，存于） Waagner-Biro. （英語）